# Clogheen
Clogheen é um vilarejo no sul do Condado de Tipperary, Irlanda, situado diretamente na via 8W e aninhado no sopé das montanhas Knockmealdown. O padre Nicholas Sheehy está enterrado no cemitério local de Shanrahan.